# Pristomerus nigroguttipennis
Pristomerus nigroguttipennis är en stekelart som först beskrevs av Girault 1933.  Pristomerus nigroguttipennis ingår i släktet Pristomerus och familjen brokparasitsteklar. Inga underarter finns listade i Catalogue of Life.